# Lyria (Lyria) cordis
Lyria (Lyria) cordis is een slakkensoort uit de familie van de Volutidae. De wetenschappelijke naam van de soort werd voor het eerst geldig gepubliceerd in 1971 door Bayer.